# Ennahofen
Ennahofen ist ein Ortsteil der Gemeinde Allmendingen im Alb-Donau-Kreis in Baden-Württemberg. Im Zuge der Gemeindegebietsreform in Baden-Württemberg wurde am 1. Januar 1974 die Gemeinde Ennahofen zu Allmendingen eingemeindet.
Das Dorf liegt auf den Lutherischen Bergen über dem Grießtal, circa vier Kilometer nordwestlich von Allmendingen. Ennahofen ist über die Kreisstraße K 7332 zu erreichen.

## Geschichte
Ennahofen wird erstmals 1277 urkundlich erwähnt. Der Ort war seit 1270 württembergisches Lehen der Freiherren von Freyberg und wurde Bestandteil der Herrschaft Steußlingen bis zum Heimfall des Lehens 1581. 
Ab 1806 unterstand Ennahofen dem Oberamt Steußlingen und ab 1810 dem Oberamt Ehingen. 1811 wurde die Schultheißerei Ennahofen mit Talsteußlingen und Teuringshofen gebildet. Die Ortsteile Neusteußlingen, Talsteußlingen und Teuringshofen wurden zum 1. Januar 1977 in die Stadt Schelklingen eingegliedert.